# Фолкерк
Фо́лкерк (англ. Falkirk, шотл. Fawkirk, шотл. гел. An Eaglais Bhreac) — місто в центрі Шотландії, адміністративний центр області Фолкерк.
Населення міста становить 33 700 осіб (2006). На 2008 рік Фолкерк був 20-м за кількістю населення населеним пунктом Шотландії. Є центром області Фолкерк із загальною кількістю населення 156 800 осіб, яка включає також міста Гренджмут, Бонесс, Денні, Ларберт і Стенхаузмур.
Фолкерк лежить на перетині каналів Форт — Клайд (англ. Forth and Clyde Canal) і Юніон (Union Canal), що зіграло значну роль у розвитку міста як центра важкої промисловості під час індустріальної революції. У XVIII та XIX столітті Фолкерк був центром виплавки заліза та сталі, завдяки Carron Company, що працювала у сусідньому селі Каррон. Компанія займалась виготовленням карронад для флоту і, пізніше, стоячих поштових скриньок. Останні 50 років[коли?] виробництво важкої промисловості іде на спад, і економіка міста покладається здебільшого на дрібну торгівлю та туризм. Незважаючи на це, Фолкерк залишається місцем розміщення багатьох міжнародних компаній, як наприклад Alexander Dennis, найбільшого виробника автобусів у Великій Британії.
Фолкерк має довгу історію видавничої справи. У 1846 році у місті було засновано компанію Johnston Press. Компанія, що зараз базується в Единбурзі, видавала щотижневу газету з найбільшим накладом у Шотландії — Falkirk Herald.
У місті і поблизу знаходяться такі цікаві місця:
- Фолкеркське колесо, найбільший у світі підіймач суден,
- Callendar House,
- залишки Стіни Антоніна,
- The Helix, великий проект з перетворення ландшафту.

У 2011 році опитування каналу STV назвало його найкрасивішим містом Шотландії, таким чином Фолкерк випередив Перт і Стерлінг, які опинились на другому і третьому місцях відповідно.